# Събор
Вижте пояснителната страница за други значения на Събор.
Съборът (също и сбор) е традиционен празник на дадено населено място, обикновено отбелязван в деня на светеца покровител на селището или друг ден с голямо значение в историята на мястото. По традиция на събора жителите и произхождащите от селището се събират там, като канят и гости (сборяни или съборджии), за да празнуват. В по-големите селища на площада и главните улици пътуващи търговци разпъват сергии, а гостите си купуват дребни неща. В някои случаи се устройва и панаир с множество увеселителни атракции, където децата се забавляват.